# Leona Skleničková
Leona, celým jménem Leona Skleničková, (* 17. prosince 1998 Čáslav) je česká herečka.

## Život
Narodila se v Čáslavi, dětství ale prožila ve Vlašimi, kde studovala gymnázium. Z důvodu lepších kariérních možnosti přestoupila na pražské Malostranské gymnázium, kde také odmaturovala.
Po nepřijetí na pražskou DAMU se rozhodla Leona vydat do Velké Británie, kde začala navštěvovat kursy v The Actors Centre. Tam poznala novou kulturu a získala zkušenosti ze zahraničí. Rozhodnutí jet studovat do Londýna hodně přispělo k jejímu rozvoji přízvuku a řeči, což jí otevřelo možnosti v zahraniční produkci.
Nastoupila do prvního ročníku muzikálového herectví v Brně na JAMU, ale brzy ji pracovní nabídky přivedly zpátky do Prahy, kde začala natáčet své první filmové role. V roce 2023 odjela do Los Angeles studovat pod vedením herecké koučky Ivany Chubbuck, se kterou i nadále aktivně spolupracuje. V témže roce se také rozhodla vystupovat pod uměleckým jménem Leona (bez příjmení).
Objevila se na Netflixu v seriálu Pronásledovaný, v německém filmu Hui Buh und das Hexenschloss a v dalších zahraničních filmech a seriálech. V srpnu 2024 vstupuje do kin film 'The Crow' a je to Leonin první film americké produkce. 
V rámci mezinárodního divadelního festivalu Bharat Rang Mahotsav vystupovala v roce 2020 s divadelním spolkem Prague Shakespeare Company v Indii. Po pandemii se k divadlu nevrátila a naplno se věnuje filmům a seriálům.
Mezi její koníčky patří četba, sport, cestování a filmy. Hovoří česky, anglicky a německy. 